# Disa bracteata
Disa bracteata är en orkidéart som beskrevs av Olof Swartz. Disa bracteata ingår i släktet Disa och familjen orkidéer. Inga underarter finns listade i Catalogue of Life.

## Bildgalleri

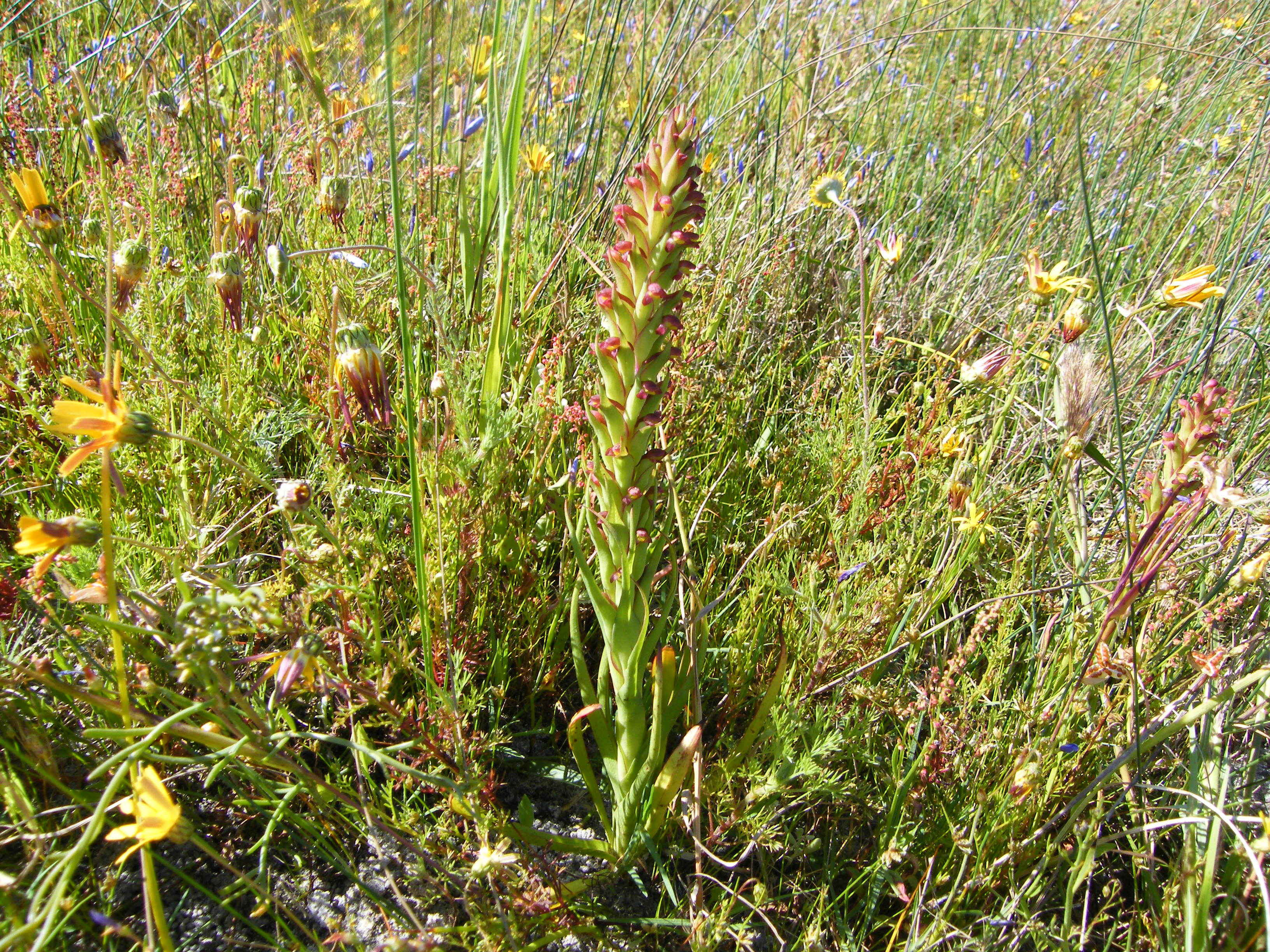
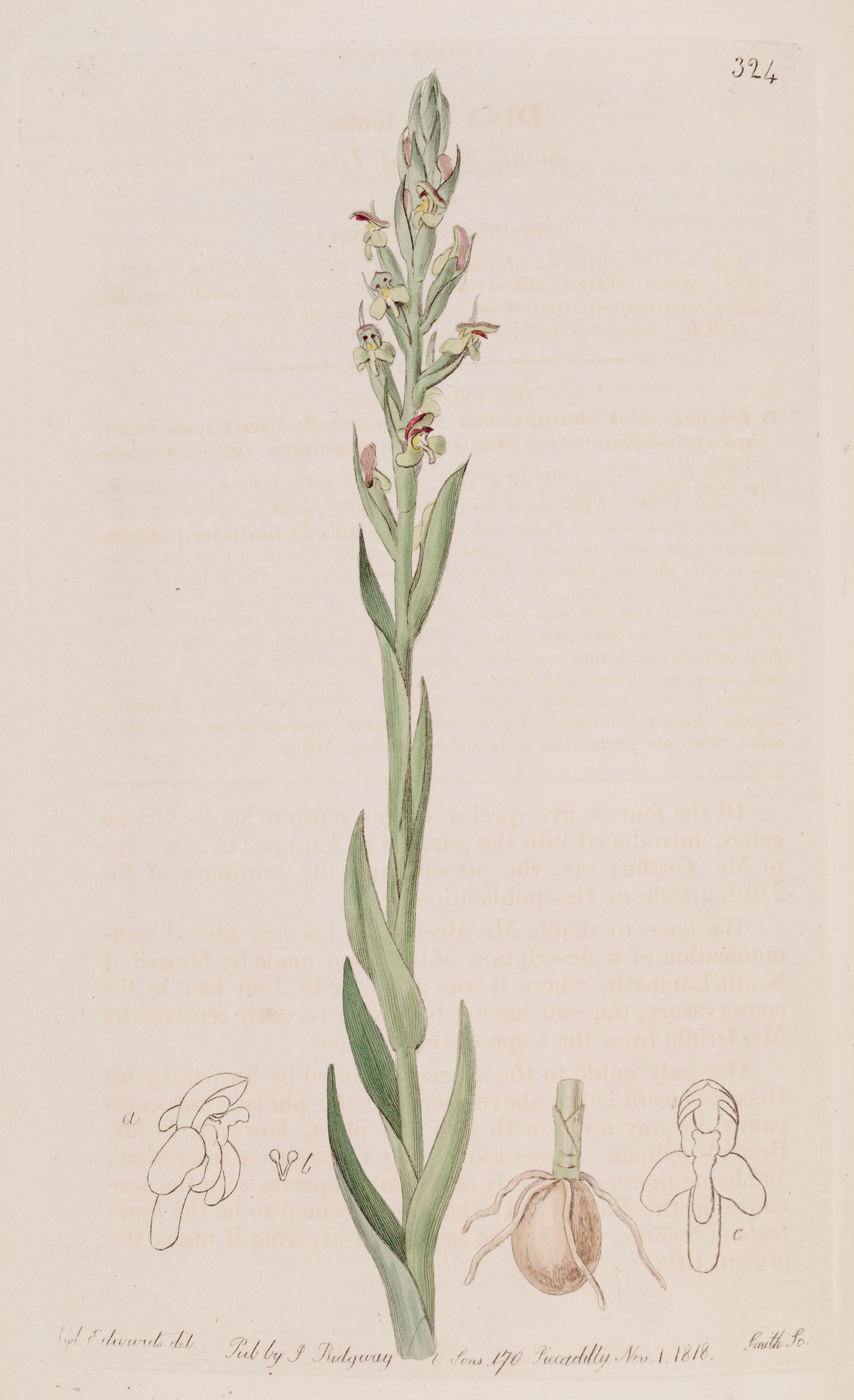
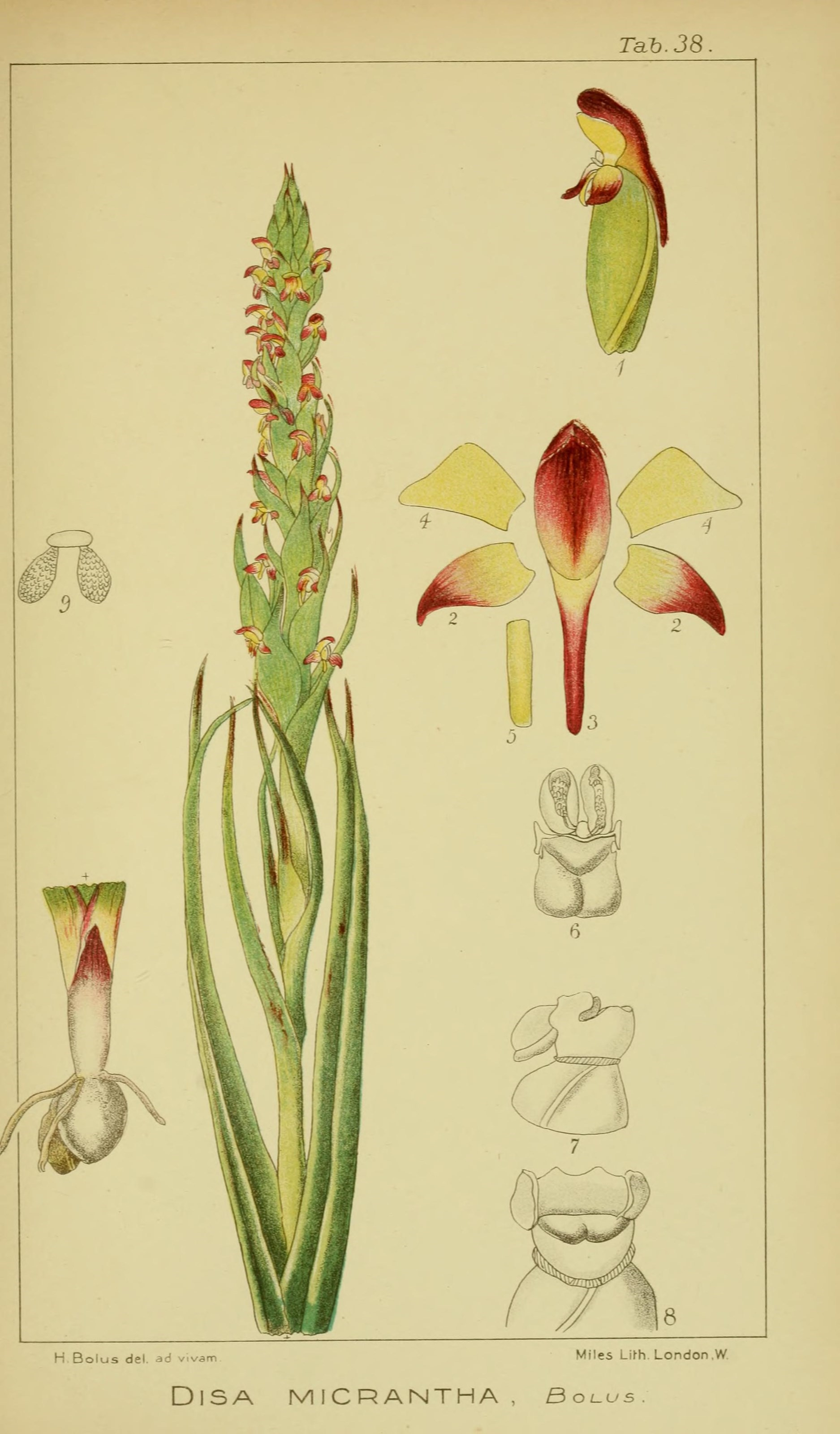